# Keramisch mes

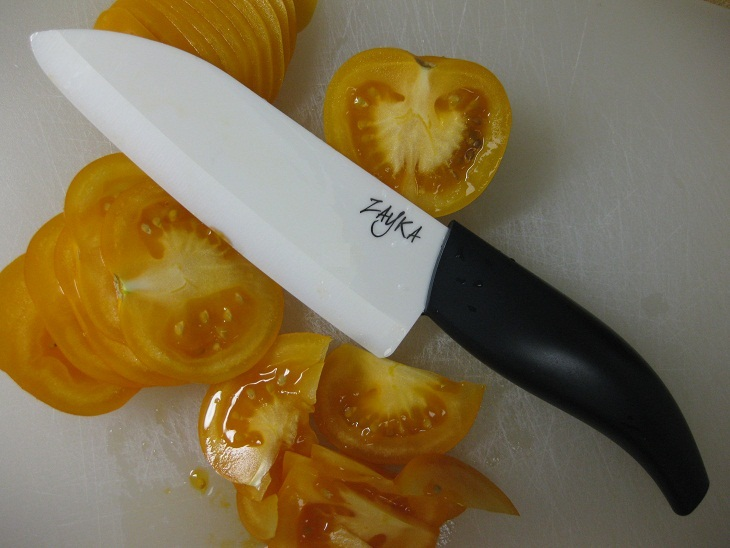
Een keramisch mes. Let op het witte lemmet.

Een keramisch mes is een mes met een lemmet van zirkonium(IV)oxide (ZrO2) of zirkoniumcarbide. De meest gebruikte keramieksoort is zirkonium(IV)oxide (ZrO2), en een veel gebruikte handelsbenaming voor dit materiaal is Zirconia. De zirkonium(IV)oxide (ZrO2) lemmeten zijn standaard wit van kleur, maar er bestaan ook kunstmatig zwart gekleurde versies.
Pluspunten van keramische messen zijn de zeer hoge hardheid en de slijtvastheid, minpunten zijn de relatieve broosheid en de vrij moeilijke naslijpbaarheid voor de eindgebruiker. Hierdoor zijn de messen niet geschikt voor het snijden van hardere soorten voedsel en/of ruwer gebruik in het algemeen. Bij gebruik met beleid op een geschikte ondergrond (bijvoorbeeld kops beukenhout, absoluut geen glas, marmer of plastic) en een juist geslepen snede (zo hoog mogelijk gepolijst) kan een keramisch mes van goede kwaliteit langer zijn scherpte behouden dan een stalen mes. Daarnaast geven keramische messen geen eigen smaak af aan voedsel en zijn ze ongevoelig voor voedselzuren en corrosie.
Zirconia lemmeten worden meestal vervaardigd door zirconiapoeder vermengd met een klein percentage yttriumoxide (Y2O3, yttria) onder een zeer hoge druk samen te persen in mallen. Daarna worden de ruwe en nog zeer kwetsbare lemmeten vijf tot twaalf uur onder een zeer hoge temperatuur (rond 1400 graden Celsius) gesinterd waardoor de poederdeeltjes als het ware aan elkaar "gebakken" worden tot de bekende witte lemmeten. Na het afkoelen worden deze geslepen op een metalen schijf voorzien van diamantdeeltjes.
Een deel van deze lemmeten wordt eerst nog aan een HIP proces (hot isostatic pressing) onderworpen waarbij koolstof wordt toegevoegd. Hierdoor ontstaat zirkoniumcarbide (ZrC). Dit materiaal heeft een hogere hardheid en een hogere taaiheid dan zirkoniumoxide. Tevens verandert door dit proces de kleur van de lemmeten van wit naar zwart. Deze zwarte lemmeten zijn dunner uit te slijpen waardoor ze beter en gemakkelijker snijden, gemakkelijker zijn na te slijpen en toch minder breukgevoelig zijn dan de witte versies. De prijs ligt echter ook vaak op een hoger niveau.
Zowel zirkoniumoxide als zirkoniumcarbide zijn buitengewoon hard en laten zich alleen slijpen door enkele materialen die nog harder zijn, bijvoorbeeld siliciumcarbide, kubisch boornitride of diamant.

## Veiligheidsrisico
Pure keramische messen zijn niet te detecteren door metaaldetectoren; derhalve doen de meeste mesfabrikanten een beetje metaalpoeder door de zirconiamix om het risico enigszins te beperken.